# Campiglossa doronici
Campiglossa doronici
 es una especie de insecto díptero que Friedrich Hermann Loew describió científicamente por primera vez en el año 1856.
Esta especie pertenece al género Campiglossa de la familia Tephritidae.